# حسین‌خان فیلی
حسین‌خان سولویزی یا حسین خان فیلی والی لر فیلی که در ۱۰۰۶ ق. / ۱۵۹۷ م. از سوی شاه عباس یکم منصوب شد.